# بيلي بول
بيلي بول (بالإنجليزية: Billy Poole)‏ (1902 بويست بروميتش في المملكة المتحدة - 1964) هو لاعب كرة قدم بريطاني (وحمل سابقاً جنسية المملكة المتحدة لبريطانيا العظمى وأيرلندا) في مركز لاعب متعدد الاستخدامات. لعب مع ستوك سيتي وكوفنتري سيتي ونادي واتفورد ونادي والسول ويوفل تاون ونادي كيدرمينستر هاريرز لكرة القدم وMerthyr Town F.C. ‏ ونادي تلفورد يونايتد ونادي ستوربريدج وDudley Town F.C. ‏.